# 5950 Leukippos
Az 5950 Leukippos (ideiglenes jelöléssel 1986 PS4) a Naprendszer kisbolygóövében található aszteroida. Eric Walter Elst,  Violeta Ivanova fedezte fel 1986. augusztus 9-én.